# Straetmans
Straetmans was de naam van een familie die talrijke scherprechters telde in de Zuidelijke Nederlanden tijdens de 17de en de 18de eeuw.

## Situering
De Straetmans behoorden tot de voornaamste beulenfamilies in de Zuidelijke Nederlanden. 
Ze voerden hun taken uit in Brussel, Leuven en Mechelen.
Door huwelijken werden ze verwant met de familie Tillenborgh en vooral met leden van de familie Hannoff, die de Straetmans opvolgden.

## Genealogie
- Gillis Straetmans was scherprechter in Brussel van 1656 tot 1687. Hij trouwde in 1656 met Anna Collet.
  - Francis Straetmans (1669-ca. 1722) trouwde in 1704 met Barbara Du Pont. Hij was scherprechter in Brussel van 1687 tot 1722.
    - Jacobus Straetmans (1705-1763) was scherprechter in Brussel van 1722 tot 1763. Hij trouwde in 1729 met Maria Bernolim en in tweede huwelijk met Catharina Idon. De weduwe hertrouwde met Jean-François Boitquin.
      - Willem Straetmans (1730-1770) trouwde in 1758 met Barbara Tillenborch. Hij was scherprechter in Brussel van 1763 tot 1770.
        - Maria-Anna Straetmans (1762-1790) trouwde met Jan Frans Hannoff (1764-1831). Hij was scherprechter in Antwerpen van 1788 tot 1831.

      - Maria-Jozefa Straetmans (1735-1812) trouwde in 1761 met Peter Hannoff (1725-1770) die scherprechter was in Antwerpen.

    - Willem Straetmans (1708-1741) trouwde met Maria-Margaretha Tillenborch (1713-1779), dochter van de scherprechter in Roermond. Na zijn dood trad ze in tweede huwelijk met Francis Boitquin. Straetmans was scherprechter in Leuven van 1730 tot 1741. Boitquin volgde hem op in Leuven en was van 1744 tot 1753 scherprechter in Brugge.

Met Jan-Frans Hannoff, die trouwde met een Straetmans, was het de familie Hannoff die de opvolging nam van de familie Straetmans.